# Niccolò Tommaseo

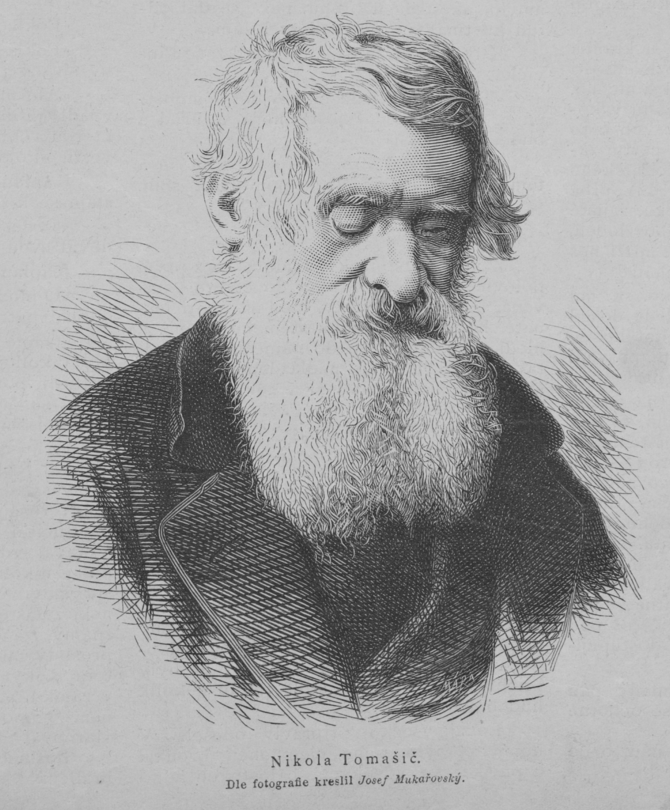
Portrét od Josefa Mukařovského z roku 1881

Niccolò Tommaseo (9. října 1802 Šibenik – 1. května 1874 Florencie) byl dalmatský italský lingvista, novinář a esejista, redaktor Dizionario della Lingua Italiana (Slovníku italského jazyka) v osmi svazcích (1861–74), slovníku synonym (1830) a dalších děl. Je považován za předchůdce italského iredentismu.

## Životopis
Tommaseo se narodil v městě Sebenico (dnešní Šibenik), které bylo v krátkém sledu pod benátskou, napoleonskou a habsburskou správou. Jeho otec byl italský obchodník s textilem Girolamo Tommaseo, matka byla chorvatského původu. Ačkoliv byl etnickým i kulturním Italem, projevoval také skutečný zájem o ilyrskou populární kulturu. Nejprve studoval na semináři ve Spalatu (dnes Split), později se přestěhoval do Itálie, kde studoval na univerzitě v Padově práva, ze kterých získal doktorát.
Dalších několik let strávil jako novinář mezi Padovou a Milánem a seznámil se s Alessandrem Manzonim a Antoniem Rosmini-Serbatim. V roce 1827 se přestěhoval do Florencie, kde zahájil spolupráci s čtvrtletníkem Antologia Giovana Pietra Vieusseuxe (1779–1863). Po zveřejnění článků, jež se dotkly rakouské a ruské monarchie a vyvolaly protest rakouské vlády a nakonec vyústily v cenzurní ukončení činnosti Antologie byl v roce 1834 donucen k opuštění Toskánska a uchýlil se do exilu v Paříži.
V témže roce vydal pamflet Dell'educazione (O výchově), který se během dvou let dočkal tří vydání. O rok později vydal politické dílo Dell'Italia (O Itálii), které vyvolalo pozornost úřadů a za něž si vysloužil popis: „...horlivý stoupenec revoluční propagandy... jeden z nejpodrážděnějších a nejobávanějších poddaných... zarytý nepřítel ústavních vlád“. Z tohoto období pochází také sbírka veršů Confessioni (Vyznání, 1836) a historický román Il Duca di Atene (Vévoda z Athén, 1837).
Od roku 1838 žil v Benátkách, kde předcházejícího roku vyšel jeho komentář k Dantově Božské komedii. Zde také vydal své Nuovi scritti (1839–1840, 4 svazky), Studj critici (1843, 2 svazky) a slavnou sbírku ústní tradice Canti popolari toscani, corsici, illirici, greci (1841–42, 2 svazky).
V roce 1842 vyšel jeho psychologický román Fede e bellezza (Víra a krása), který se dočkal několika dotisků a je italskými literárními vědci považován za jeho mistrovské dílo. Jeho hlavními vzory byli francouzští spisovatelé Antoine François Prévost (Manon Lescaut) a Charles Augustin Sainte-Beuve (Volupté).
Roku 1847 byl za své liberální názory v Benátkách odsouzen ke třem měsícům vězení a 17. března 1848 byl násilně osvobozen. Spolu s Danielem Maninem byl jedním z vůdců protestu proti rakouské nadvládě v Benátkách. Po vyhlášení republiky, souběžně s nepokoji ve Vídni, se stal na pět měsíců ministrem kultury a školství v prozatímní vládě pod vedením Manina. V tomto chaotickém období nejednoty mezi revolucionáři byl stále neústupnější a chtěl se bránit obléhání polním maršálem Radeckým „do poslední polenty“.
Po neshodách s diplomatičtějším Maninem byl vyslán jako velvyslanec do Paříže, ale byl příliš tvrdohlavý a po krátké době v roce 1849 rezignoval. Když 30. srpna 1849 benátská republika kapitulovala před Radeckého vojsky, byl Tommaseo jedním ze čtyřiceti osob na seznamu hledaných, ale vyhnul se perzekuci odchodem do exilu na Korfu, kde byl nucen zůstat deset let. I v exilu pokračoval v literární činnosti. Jako politický spisovatel a zastánce italské jednoty však stále více nedůvěřoval vojenským řešením a řešení římské otázky neviděl například v dobytí Vatikánu, ale ve zřeknutí se papeže, jehož světskou vládu nemilosrdně odsoudil ve francouzsky psaném díle Rome et le monde (Řím a svět, 1854), aniž by se zřekl svého katolicismu.
Na Korfu se ožení s vdovou Diamantou Pavello. Ta mu pomáhala při sepisování textů, neboť se u něj rozvíjela porucha zraku způsobená syfilitidou, jíž se nakazil v Paříži, až oslepl úplně. O jeho návratu do Itálie existují různé zprávy (viz výše). Odmítal učinit prohlášení, že se bude držet dál od politiky a nebude již nic tisknout. V roce 1859 mu však byl na výslovný příkaz premiéra Cavoura přesto vydán pas, s nímž mohl oficiálně vstoupit do Itálie (Sardinského království). V témže roce se přestěhoval do Florencie, kde o patnáct let později zemřel na mrtvici.
Ve Florencii pracoval pro časopis l'Imparziale Fiorentino. Jeho odpor k savojskému království byl naprostý; v roce 1866 odmítl křeslo v Senátu a odmítl také Řád za občanské zásluhy, který byl spojen s malou penzí. V posledních letech života se věnoval sestavování italského slovníku (Dizionario della Lingua Italiana), který byl dokončen po jeho smrti.

## Výběr z díla
- Nuovo Dizionario de' Sinonimi della lingua italiana (Nový slovník synonym v italském jazyce, 1830)
- Dell'educazione (O výchově, 1834)
- Dell'Italia (O Itálii, 1835)
- Confessioni (Vyznání, 1836)
- Commento alla Divina Comedia (Komentář k Božské komedii, 1837)
- Il Duca di Atene (Vévoda z Athén, 1837)
- Dizionario estetico (Estetický slovník, 1840)
- Canti popolari italiani, corsi, illirici, greci (1841–1842)
- Le lettere di Santa Caterina di Siena (Dopisy svaté Kateřině Sienské, 1860)
- Il secondo esilio (Druhý exil, 1862) – sbírka politických spisů
- Della pena di morte discorsi due (Dva projevy o trestu smrti, 1865)
- Nuovi studj su Dante (Nové studie k Dantovi, 1865)
- Dizionarietto morale (Slovníček morálky, 1867)
- Dizionario di sinonimi della lingua italiana (Slovník synonym italského jazyka)